# 亂都之戀
《亂都之戀》，是張我軍創作的新詩集，1925年12月出版，是台灣文學史上第一部華文新詩集。該書在台灣長期絕版，1986年經文史學者黃天橫重新發掘出土，1987年由中國大陆的遼寧大學出版社重新整理出版。

## 內容概述
張我軍在《亂都之戀》的封面標註為「抒情詩集」，收錄的詩有〈對月狂歌〉、〈無情的雨〉10首、〈遊中央公園雜詩〉6首、〈煩悶〉4首、〈秋風又起了〉6首、〈前途〉、〈我願〉 3首、〈危難的前途〉、〈亂都之戀〉15首、〈哥德又來勾引我的苦惱〉、〈春意〉。所謂亂都是指1923年前後的北平。當時正值奉直軍閥開戰，北平城內外人心惶惶，故曰亂都。那時，張我軍在北平高等師範學校辦的補習班裡學習。在這期間，與同班同學羅文淑發生了愛情。兩人相愛至深，但遭到了羅文淑父母的堅決反對。女方家長強迫羅文淑與張我軍斷絕關係，另嫁他人。羅文淑離開父母，離開家鄉，和張我軍雙雙從北平私奔回到台灣，終成夫妻。張我軍創作的這一組詩反映了他們當時與追求婚姻自主的精神。
張我軍以〈致台灣青年的一封信〉與〈糟糕的台灣文學界〉等文章引發台灣文壇的激烈爭辯，然而他的詩則有截然不同的抒情風格，感情真摯，行文明白流暢。但是過於散文化，有的作品幾乎就是散文的分行排列。

## 重新出土
《亂都之戀》雖是台灣文學史上第一部華文新詩集，但當時為自費出版，發行量不廣，不久後即絕版失傳。1986年5月4日《自立晚報》副刊登載了黃天橫撰寫的〈台灣新文學的鼓吹者──張我軍及其詩集「亂都之戀」〉，詳載了這部詩集在1985年重新出土的過程，及張我軍在文學史中的意義。根據時任《自立晚報》副刊主編向陽的回憶：「我商借了天橫先生持有的《亂都之戀》，回報館影印後，原書就送回給他。影印本則完全仿照原書尺寸(寬9.5cm、長17cm)，做了三四本，其後我將其中一本影本送給林海音(1918-2001)女史，她也非常喜愛；她與張我軍次子張光直(1931— 2001)先生素有往來，就將影本送給光直先生。到了1987年，這本我影印的影本輾轉交到人在中國大陸的張我軍長子張光正先生手上，終於1987年由中國遼寧大學出版。」因而促成本詩集的再版刊行。
1987年版的《亂都之戀》，較原刊本多了「出版說明」、武治純「重版代序」及三篇「附錄」。

## 評價
《亂都之戀》被普遍認為是張我軍根據自身的戀愛經驗所作，突破了當時社會的傳統束縛。洪炎秋曾說「(張我軍)把他的戀愛經驗，出版了一薄本用新體詩寫的《亂都之戀》，為臺灣詩界引起一些漣漪。……《亂都之戀》一出，(臺灣詩界)纔知道除了文言的舊體詩以外，還有白話的新體詩，於是慢慢地也有起而仿效的。」葉笛則如此評論：「《亂都之戀》是一個青年詩人的青春之花，它開放在台灣新文學草創期，充滿苦厄的、寂寥的，但卻生機蓬勃的園地上，足足過了半個世紀卻仍然不凋謝！」呂興昌解讀《亂都之戀》的序文，認為，張我軍寫作目的不單純是記錄個人情感，而是企圖藉著這些詩文去影響其他的熱血青年。「經由戀愛此一在當時時空背景下仍屬禁忌的行徑，衝破封建社會的無理桎梏」，就好像現實中正處於熱戀中的他與女友，為了反抗傳統的婚姻體制，不惜私奔出走。」這些評論通常從時代背景切入，給予了《亂都之戀》正面意義的評價，但另一方面也提及了《亂都之戀》作為台灣第一部白話文詩集的重要性與影響力。
黃得時在〈五四對臺灣文學的影響〉一文回憶：「他(指：張我軍)特別喜歡白話文與白話詩……他曾經做了一本詩集叫做《亂都之戀》，……成為臺灣第一本白話詩集，其影響力很大。」，武治純曾在張我軍新詩集〈《亂都之戀》重版代序〉上稱讚張我軍說：「他的第一部新詩集《亂都之戀》和一系列散文、小說及評論作品，完全採用以北京話為基礎的漢語普通話寫作，文學語言清新、活潑、明暢、通俗，適應了臺灣文學語言民族化、群眾化的要求，有利於全國各地人民閱讀，有利於反映出他的創作主導思想中的革新意識和現代意識。」，葉笛認為：「在今天，我們看張我軍及其詩集《亂都之戀》，必須了解二十世紀二十年代、三十年代的台灣客觀的情勢，以及世界、整個亞洲地區的新思想、新潮流的沖擊。……張我軍時代的文學革新，不但要從整個台灣文學史上予以肯定，還可以從其文學運動的歷史探索八十年代以後，台灣需要的是哪一種文學，其內涵、路向何在？」
基於題材與體裁的獨特性，《亂都之戀》收錄在部分文學家針對台灣文學史所作的評論專書中，陳芳明在《台灣新文學史》肯定：是一個劃時代的事件，因為這是殖民地社會裡(按：指台灣、澎湖等日本殖民地)的第一冊白話文詩集，也顯現張我軍想以具體作品來實踐自身文學理論的決心；葉石濤對張我軍評論散落在《台灣文學史綱》多處，然而對於《亂都之戀》，葉石濤僅記下出版年份，並沒有其他的討論。古繼堂在《臺灣新詩發展史》給予了《亂都之戀》正面的肯定，但同時認為在詩作表現上，過分散文化，雖感情真摯，行文明白流暢，卻也缺乏耐讀性。並在評論中提到《亂都之戀》就是反映張我軍與女友羅文淑，在當時與封建禮教搏鬥、爭取婚姻自主的精神表現。

## 相關詞條
- 張我軍
- 自由戀愛
- 新詩
- 新文學運動